# Schlacht bei Ulundi
Isandhlwana – Nyezane – Rorke’s Drift – Ntombe – Hlobane – Kambula – Gingindlovu – Ulundi
Die Schlacht bei Ulundi am 4. Juli 1879 war die entscheidende Schlacht im Zulukrieg zwischen dem Volk der Zulu in Südafrika und dem British Empire. Nach der Niederlage bei Ulundi hörten die Zulu auf, als eigenständige Nation zu existieren.

## Vorgeschichte
1843 wurde das Gebiet von Natal formell von den Briten annektiert. Der mächtige Zulustaat in der Nachbarschaft erschien den Briten aber als Bedrohung ihrer Siedlungen in Natal. Im Januar 1879 drangen deshalb britische Kolonialtruppen unter Lord Chelmsford von Natal aus in das Zulureich König Cetshwayos ein. In der Schlacht bei Isandhlwana am 22. Januar 1879 erlitten die Briten eine katastrophale Niederlage, in der 1.329 der beteiligten rund 1.800 britischen Soldaten getötet wurden.
Lord Chelmsford begann im Sommer seine Armee umzustrukturieren. Die Briten schickten in dieser Zeit Truppen aus dem gesamten Empire nach Südafrika. Garnet Joseph Wolseley wurde entsandt, um Lord Chelmsford abzulösen. Dieser suchte deshalb eine schnelle Entscheidung.

## Die Schlacht

### Die Armee der Zulu
König Cetshwayos Armee war rund 20.000 Mann stark. Sie war in ca. 1.500 Mann starke ambabutho (Regimenter) gegliedert. Jede selbständige Gruppe von Kriegern im Feldzug, unabhängig von ihrer Größe, wurde impi genannt. Die Zulu kämpften in ihrer klassischen, von König Shaka (1787–1828) eingeführten Taktik: Die impi wurden in vier Gruppen geteilt, die während der Schlacht eine Ordnung einnahmen, die die Form eines Stierkopfes hatte. Die kampfstärkste Gruppe bildete dabei den Brustkorb (Isifuba) und griff den Feind frontal an. Die zweite und dritte Gruppe bildeten die Hörner (Izimpondo), die gleichzeitig die Gegner mit einer Kreisbewegung umzingelten, um Flucht oder Rückzug zu verhindern. Die letzte Gruppe bildete die Reserve.
Zulukrieger waren mit einem großen Schild aus Kuhhaut (isihlangu) ausgerüstet. Seine Farbe gab Aufschluss über die Zugehörigkeit zu einem Regiment. Bewaffnet waren die Zulukrieger mit großen Kriegsspeeren (isijula), teils auch mit im Laufe des Feldzuges erbeuteten Gewehren.

### Verlauf
Diese Schlacht fand am 4. Juli in der Nähe der Hauptstadt der Zulu bei Ulundi statt. In der Schlacht kämpften 20.000 Zulu unter ihrem König gegen 5.317 Mann auf britischer Seite. Die Briten formierten ein Karree, welches von den Zulu von mehreren Seiten angegriffen wurde. Aber bereits nach einer halben Stunde war der Angriff der Zulu im Feuer der britischen Gewehre und Kanonen zusammengebrochen, und die Briten gingen zum Gegenangriff über. Die 17th Lancers vertrieben die geschwächten Zulu-Verbände schließlich vom Schlachtfeld. Die Zulu verloren in der Schlacht etwa 1.500 Mann, während die Verluste bei den Briten nur zwölf Mann betrugen.

## Ergebnis
Der König überlebte die Schlacht und floh nach Norden, während sich die Reste seiner Armee in alle Richtungen zerstreuten. Zwei Wochen nach der Entscheidungsschlacht informierten die Briten darüber, dass das Zulu-Königreich nicht mehr bestehe. Cetshwayo wurde einen Monat später gefangen genommen. Das Zululand wurde in 13 separate Königtümer aufgeteilt.

## Rezeption
- In Die letzte Offensive (engl. Zulu Dawn) von 1979 mit Peter O’Toole und Burt Lancaster wurde der Zulukrieg verfilmt.